# Cesancey
Cesancey település Franciaországban, Jura megyében. Lakosainak száma 389 fő (2022. január 1.). Cesancey Gevingey, Trenal, La Chailleuse és Val-Sonnette községekkel határos.

## Népesség
A település népességének változása:
| Lakosok száma | 255  | 315  | 312  | 388  | 404  | 400  | 392  | 392  | 390  | 389  |
|               | 1968 | 1982 | 1990 | 2006 | 2013 | 2015 | 2017 | 2019 | 2020 | 2022 |